# Момчило Нинчић
Момчило А. Нинчић (Јагодина, 29. мај/10. јун 1876 — Лозана, 23. децембар 1949) био је српски професор економије и политичар. Нинчић је био председник VII заседања Скупштине Друштва народа 1926–27.
Студирао је право и докторирао на Сорбони. Био је универзитетски професор и више пута министар у Краљевини Југославији, као члан Народној радикалној странци. Током Другог светског рата, био је члан југословенске избегличке владе као министар спољних послова. За време рата је подржавао покрет Драгољуба Михаиловића. После рата је на Београдском процесу је у одсуству осуђен на 8 година робије. Нинчић је умро у егзилу у Швајцарској 1949. Српски суд је 2006. године поништио пресуду из 1946.

## Биографија
Рођен је 10. јуна 1876. у Јагодини као син Арона (1845—1906) и Пауле († 1924). Његов отац Арон био је министар правде 1895—1896. године и сенатор 1903. године. Момчило Нинчић завршио је основну школу у родном граду, а гимназију у Београду. Студирао је права и стекао докторат у Паризу. Ступио је у државну службу као писар Одељења царина Министарства финансија Краљевине Србије 1899. године. Премештен је за секретара Министарства иностраних дела 27. фебруара 1905, а 31. марта исте године постављен је за доцента на предмету Народна економија Правног факултета Универзитета у Београду. Биран је за народног посланика на листама Народне радикалне странке од 1912, а затим министар финансија (у неколико наврата у периоду 1915—1919), грађевина, просвете, правде, трговине и индустрије и, најдуже, иностраних дела. Бавио се и економском историјом. Главна дела: О порезу на приход, с погледом на наше законодавство (1901), Систем непосредних пореза у Србији (1903), Историја аграрно-правних односа српских тежака под Турцима (1920).
Приликом припрема за проглашење Краљевине Срба, Хрвата и Словенаца Момчило Нинчић је заједно са Љубомиром Јовановићем предводио одбор за дочек делегације Народног вијећа Словенаца, Хрвата и Срба 27. новембра, а потом је био један од шест чланова одбора, као представник Владе Краљевине Србије, који је требало да утврди начин како да се уједињење прогласи 1. децембра 1918 године. Представници Владе Србије били су још и Стојан Протић и Љубомир Јовановић, а представници Народног вијећа Анте Павелић, Светозар Прибићевић и Јосип Смодлака.

### Међуратни период
Момчило Нинчић је изабран за првог министра финансија Краљевине СХС у концентрационој влади Стојана Протића. На челу тог ресора остао је до 16. августа 1919. године. Кључни задатак коме се посветио током својих мандата био је уједначавање монетарних валута на југословенској територији. На основу његове препоруке, влада је донела одлуку 1. фебруара 1919. године, којом је динар усвојен за државну валуту Краљевине СХС. Током његовог мандата донета је Уредба о организацији Министарства финансија Краљевине СХС, 25. фебруара. 1919. године, којом је уведена већа специјализација рада и централизовани финансијски систем за територију читаве државе.
Момчило Нинчић је најдуже провео на челу Министарства иностраних дела, од почетка јануара 1922. до почетка децембра 1926, с вишемесечним прекидом током 1924. године у време владе Љубомира Давидовића. За овај положај га је лично изабрао краљ Александар I Карађорђевић, као свог човека од поверења, иако су се томе противили не само најистакнутији радикали, већ и истакнути чланови Југословенске демократске странке, који су нудили монарху своје кандидате. Од тада је настао сукоб између Момчила Нинчића и Николе Пашићa, који га је почео сматрати "дворским" радикалом.
Током својих мандата, Момчило Нинчић је уложио велику енергију у унутрашњу реорганизацију Министарства иностраних дела, трагајући за најпогоднијим моделом који би уједно користио најбоља искуства из српске дипломатске праксе и прилагодио југословенску дипломатију знатно измењеним међународним односима после 1918. године. Био је први југословенски министар иностраних дела који је дужну пажњу посветио сарадњи са Друштвом народа. У вођењу спољне политике пратио је инструкције краља Александра, али се и често консултовао са Војиславом Маринковићем, који је иако демократа био такође и син напредњака и лични пријатељ монарха. У спољнополитичким активностима тежио је стварању што јачих веза са Француском и успостављању добрих односа са Италијом. Био је најистакнутији заговорник политике југословенско-италијанског пријатељства и успео је да оствари потписивање Римског споразума јануара 1924. године. Крајњи домет ове политике требало је да буде потписивање трипартитног пакта (Краљевина СХС-Француска-Италија), на чему је активно радио у пролеће 1926. године. Међутим, управо је италијанска политика на Балканском полуострву натерала Момчила Нинчића да поднесе оставку на место министра иностраних дела децембра исте године, пошто је сазнао да је потписан италијанско-албански Пакт пријатељства. На Балкану, он је покушао да спречи јачање италијанског и британског утицаја и регулише односе са суседима. У том циљу, покушавао је да води политику пријатељства са Албанијом, како режим у Тирани не би потпао под јак утицај Рима. Напоредо, настојао је да регулише односе са Бугарском и Грчком, на билатералном нивоу, избегавајући британске и италијанске иницијативе да се регулишу мултилатерално уз наметање утицаја великих сила. Била му је блискија идеја споразумевања са Атином него са Софијом. Ипак, формирао је довољно еластичан концепт спољне политике на Балкану који му је омогућавао да у сваком тренутку промени правац деловања, те је у случају компликација односа са Грчком увек имао могућност побољшања односа са Бугарском, и обратно.
Момчило Нинчић је и током међуратног периода био врло активан у страначком животу. Прво је постао члан Привременог народног представништва као један од 40 радикалских делегата, који су били народни посланици у Србији. Поверено му је формирање партијске мреже у делу бивших крајева Угарске краљевине, а посебно је био активан у Банату. Биран је за народног посланика као носилац листе радикала у Великој Кикинди на изборима за Уставотворну скупштину 1920. и парламентарним изборима 1923, 1925. и 1927. године. По налогу краља Александра покренуо је лист "Време", 18. децембра 1921. године, и био номинални власник али је новац узет из поверљивих кредита Министарства иностраних дела. После увођења Шестојануарског режима, његове акције су откупљене од људи блиских Двору за суму од 6.000.000 динара, фебруара 1931. године.
Као члан Главног одобра Народне радиклане странке, Момчило Нинчић је био у опозицији Шестојануарском режиму. Током друге половине тридесетих година, заједно са осталим члановима ГО НРС помогао је формирање прве владе Милана Стојадиновића, јуна 1935, са крајњим циљем да посредно утичу на вођење државне политике. Већ крајем године дошло је до разлаза између старије и млађе генерације радикала, те је Момчило Нинчић и даље остао у опозицији.
Изабран је за дописног члана Српске краљевске академије 16. фебруара 1937. године.

### Други светски рат
После војног пуча којим је оборена влада Драгише Цветковића због приступања Краљевине Југославије Тројном пакту, Душан Симовић је образовао владу од истакнутих представника свих значајних политичких странака, доделивши Нинчићу ресор министра иностраних послова. Он је припадао групи политичара који су хтели да Југославија испуни обавезе преузете ступањем у Тројни пакт очекујући да ће на тај начин сачувати мир и територијални интегритет земље. Завереници су сматрали да ће тим чином послати јасну поруку да не желе рат са силама Осовине, јер је Нинчић у претходном периоду одржавао личне односе са италијанским дипломатама и немачким послаником у Београду Виктором фон Хереном. Он је по Симовићевим налогу имао задатак да објашњава представницима сила Осовине да се војним пучем спољнополитичка оријентација Југославије не мења. Тако се 30. марта срео са Виктором фон Хереном коме је предао ноту југословенске владе на коју Немци нису никада одговорили. Поред настојања да избегне рат, Момчило Нинчић је тежио да ојача везе са Совјетским Савезом. На седници владе одржаној касно поподне 5. априла, пак, он се оштро успротивио предлогу Душана Симовића да југословенска војска превентивним ударом заузме луку Солун у циљу обезбеђивања руте за пријем војног материјала од Савезника.
После слома југословенске војске у Априлском рату, Момчило Нинчић је остао министар иностраних послова у емигрантским владама Душана Симовића и Слободана Јовановића, од августа 1941. до јануара 1943. године. Водио је политику блиске сарадње са Великом Британијом и САД, а настојао је да одржи и коректне односе са Совјетским Савезом. Циљ му је био да добије пуну подршку за обнову територијалног интегритета Југославије и припајање нових територија на којима је живео велики број припадника југословенских мањина. У погледу Балканског полуострва, и даље је сматрао да је неопходно оформити конфедерацију по окончању рата како би се регион штитио од утицаја и планова великих сила. У том погледу је сматрао да би југословенско-италијанско пријатељство требало да буде окосница будуће одбране од нове немачке агресије. Међутим, одрекао се ранијих идеја сарадње са Бугарском, после поновљеног искуства са суседом из 1941. године. Момчило Нинчић се није одрицао Југославије, али је после примљених извештаја о зверствима почињеним над Србима у НДХ, дошао до закључка да је опредељење Хрвата другачије. Ипак, настојао је да сакрије пред страним државницима и јавношћу несугласице које су избијале између српских и хрватских министара по питању догађаја на територији НДХ. На крају је избачен из владе, приликом реконструкције кабинета јануара 1943, јер се са његовом спољном политиком нису слагали краљ Петар II Карађорђевић, краљица-мајка Марија, поједини министри, али ни британски Форин офис.
Суђено му је 1946. пред Војним већем Врховног суда Федеративне Народне Републике Југославије у Београду, 1946. године. Осуђен је на осам година затвора са принудним радом, губитак политичких и појединих грађанских права на пет година, конфискацију целокупне имовине и губитак држављанства. Преминуо је 23. децембра 1949. године у Лозани у емиграцији. Рехабилитован је одлуком Окружног суда у Београду 2006. године.

## Приватни живот
Његова ћерка Олга, била је супруга Авде Хума, познатог босанскохерцеговачког комунисте и народног хероја. Током Другог светског рата, она је била једна од секретарица Јосипа Броза Тита. Рођени брат Момчила Нинчића био је др Велизар Нинчић књижевник и публициста, који је активно радио у конзуларно-дипломатској служби Краљевина Србије и Југославије, између осталог и као ’’краљевски стални делегат при Међународној дунавској комисији а, након Другог светског рата радиће као ’’опуномоћени министар, делегат ФНРЈ у Привредном комитету за ђердапске послове’’. Син Момчила Нинчића био је Ђуро Нинчић, правник и дипломата.
Од 1924. до 1946. године, банатско село Међа је носило име Нинчићево, у знак захвалности министру иностраних послова у напорима да се ово село из Румуније припоји Краљевини СХС.

## Галерија
- Насловна страна Новог живота, политичког, економско-финансијског и књижевног листа у Краљевини СХС, чији је власник и директор био Момчило Нинчић